# 김우열 (법조인)
김우열(1900년 ~ 1949년 4월 11일)은 1900년 평안북도 룡천군에서 태어나 일본대학 법학과를 졸업하고 해주지방법원 판사를 하다가 1945년 8월 15일 이후 공소원 판사에 임명된 법조인이다. 1948년 11월 11일에 서울고등법원 법원장에 임명되었으나, 1949년 4월 11일 남창동 관사에서 뇌일혈로 사망했다.